# Lactarius baliophaeus
Lactarius baliophaeus är en svampart som beskrevs av Pegler 1969. Lactarius baliophaeus ingår i släktet riskor och familjen kremlor och riskor.   Inga underarter finns listade i Catalogue of Life.